# Philippe III de Croÿ
Pour les autres membres de la famille, voir Famille de Croÿ.
Philippe de Croÿ, 3e duc d'Aerschot, né le 10 juillet 1526 à Valenciennes et mort le 11 décembre 1595 à Venise, est un aristocrate des Pays-Bas de l'époque de Charles Quint et de Philippe II. Il est généralement loyal envers Philippe II au cours de l'insurrection menée par Guillaume d'Orange à partir de 1568, sauf pendant quelques mois en 1576-1577. Membre du Conseil d'État des Pays-Bas, il devient après avoir reçu le pardon de Philippe II vice-gouverneur général. 

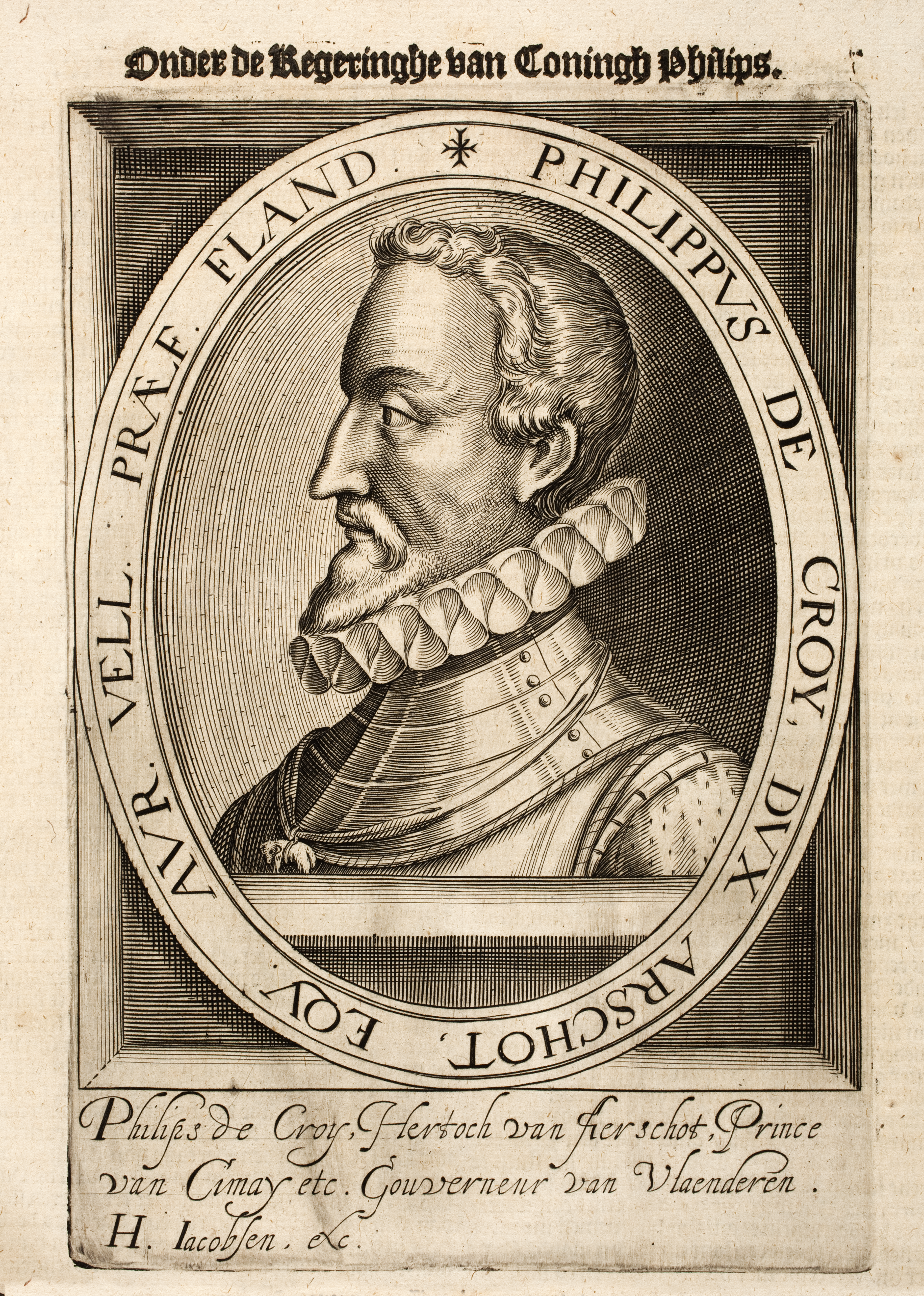
Philippe de Croÿ

## Biographie

### Jeunesse
Fils cadet du gouverneur de Hainaut Philippe II de Croÿ (1496-1549) et d'Anne de Croÿ-Chimay (1501-1539), il hérite des titres de sa famille à la mort de son frère Charles II, assassiné en 1551.

### Carrière au service dePhilippeII(1555-1576)
Fait chevalier de la Toison d'or par Philippe II en 1555 (année de l'abdication de Charles Quint et de l'avènement de son fils), il occupe à partir de cette date des fonctions de diplomate. 
En 1563, il s'oppose à Guillaume d'Orange (« le Taciturne ») et aux autres nobles réformistes des États généraux des Pays-Bas qui demandent le départ du cardinal de Granvelle. Cette prise de position accroit sa faveur auprès de Philippe II. Son loyalisme est accompagné de fortes convictions catholiques, qu'il exprimera notamment à la suite du massacre de la Saint-Barthélemy.
Lorsque la révolte des Gueux (1566) se transforme en guerre (1568), sous la direction de Guillaume d'Orange, il reste fidèle au souverain espagnol sous le gouvernorat du duc d'Albe (1567-1573), dont la politique de répression est mal vue de beaucoup de Néerlandais, même catholiques. 

### Les années 1576-1577
Il mène cependant une politique tortueuse en 1576, lorsque, à la suite de la mort inopinée du gouverneur général Luis de Requesens (5 mars 1576), le Conseil d'État devient, en l'absence de successeur désigné, l'organe principal du gouvernement des Pays-Bas. C'est une année de crise où les soldats de l'armée espagnole, non payés, se mettent à commettre des exactions dans les provinces de Brabant et de Flandre. La situation devient révolutionnaire lorsque les membres du Conseil d'État sont arrêtés par les autorités de Bruxelles et du Brabant (4 septembre 1576), qui convoquent alors les États généraux, mis responsables du gouvernement des Dix-Sept Provinces des Pays-Bas.
Philippe de Croÿ se met à leur service, bien qu'ils aient été réunis dans des conditions irrégulières. Cette période est marquée par le sac d'Anvers (4-7 novembre), qui suscite un accord général, la pacification de Gand (8 novembre), incluant les insurgés de Hollande et de Zélande, dans le but premier de faire partir les soldats envoyés de l'étranger (Italie, Espagne, mercenaires divers) par le roi d'Espagne. 
C'est aussi le moment où le nouveau gouverneur général, don Juan d'Autriche (demi-frère de Philippe II), arrive à Luxembourg (4 novembre). Ce n'est qu'en mai 1577 qu'il est admis à entrer à Bruxelles, après avoir dû accepter la pacification de Gand et avoir fait effectivement partir les soldats espagnols. Philippe de Croÿ est alors nommé gouverneur militaire de la place d'Anvers. 
Lorsque don Juan quitte Bruxelles, où il ne se sent pas en sécurité, pour Namur, dont il prend le contrôle militairement (juillet 1577), Philippe de Croÿ fait partie de ceux qui veulent le remplacer par un autre membre de la maison de Habsbourg, l'archiduc Matthias, frère de l'empereur Rodolphe II, qui est désigné comme gouverneur général par les États généraux. 
Le 24 septembre, Matthias et Guillaume d'Orange font leur entrée à Bruxelles. Le 20 septembre 1577, Philippe de Croÿ a été nommé gouverneur (stathouder) du comté de Flandre, mais, lorsque les calvinistes prennent le contrôle de Gand quelques semaines plus tard, il est fait prisonnier et n'est libéré qu'après avoir démissionné de son poste.

### Le retour en grâce (1580-1595)
Une fois libre, Philippe de Croÿ cherche à rentrer en faveur auprès de Philippe II, dont il obtient le pardon en 1580. Il est alors nommé vice-gouverneur des Pays-Bas, auprès d'Alexandre Farnèse, successeur de don Juan, mort en octobre 1578, puis de ses successeurs. Il se retire en 1595 au moment où Pedro Enríquez de Acevedo devient gouverneur général (par intérim) et part pour Venise où il meurt peu après.

## Descendance
Philippe III épousa en premières noces Jeanne Henriette d'Halewyn (née le 29 septembre 1544, morte à Bergues le 6 décembre 1581) au château de Comines le 24 janvier 1558 ; elle lui donna les enfants suivants :
- Charles III de Croÿ, duc d'Aerschot (né le 1er juillet 1560 au château de Beaumont, où il est mort le 16 janvier 1612) ;
- Anne (née à Beaumont le 4 janvier 1564, morte à Enghien le 26 février 1635), duchesse d'Aerschot, qui épousa le comte Charles d'Arenberg (1550-1616) ;
- Marguerite, Dame d'Halewyn et de Comines (née le 11 octobre 1568, morte en 1614), qui épousa Pierre II de Hénin-Liétard, comte de Boussu (de) (mort en 1598) puis le comte Wratislaw von Fürstenberg (de) (1584-1631).

Après la mort de sa première femme, il épouse le 1er mai 1582 Jeanne de Blois-Trélon († 1605), fille de Louis II de Blois, seigneur de Trélon, et de Charlotte d’Humières.